# 29552 Chern
29552 Chern là một tiểu hành tinh orbiting the Sun. Nó được đặt theo tên the Chinese–American nhà toán học Shiing-shen Chern.